# Jean-Baptiste Cadry
Jean-Baptiste Cadry, théologien français, naquit en 1680 à Trets, diocèse d'Aix-en-Provence.

## Biographie
Il vint à Paris en 1710, fut successivement vicaire de Saint-Étienne-du-Mont et de Saint-Paul, où il se fit une grande réputation par ses prônes, et devint théologal de Laon, emploi dont il fut destitué en 1721, par arrêt du conseil, à cause du parti qu'il prit dans l'appel de la bulle Unigenitus. Son zèle contre ce décret l'obligea de fuir de retraite en retraite, jusqu'à ce qu'enfin il trouva un asile auprès de M. de Caylus, évêque d'Auxerre. Après la mort de ce prélat, en 1748, il se retira à Savigny, aux environs de Paris, où il mourut en novembre 1756. 

## Publications
On a de lui :
1. Prône fait dans une église de Paris (St-Paul), le 9 octobre 1718, à l'occasion de l'appel de S. E. Monseigneur le cardinal de Noailles, 2e édition, Paris, in-12.
2. Relation de ce qui s'est passé dans l'assemblée générale de la congrégation des lazaristes en 1724, au sujet de la bulle Unigenitus, in-4° de 44 p. ; réimprimée la même année plus exactement.
3. Apologie pour les chartreux, que la persécution excitée contre eux, au sujet de la bulle Unigenitus, a obligés de sortir de leurs monastères, Amsterdam, 1725, in-4°.
4. Défense des chartreux fugitifs, où l'on traite particulièrement de la fuite dans les persécutions, 1726, in-4°.
5. Histoire de la condamnation de M. de M. [Soanen], l'évêque de Sénez, 1728, in-8°.
6. Les trois derniers volumes de Histoire du livre des Réflexions morales sur le Nouveau Testament, Amsterdam, 1726, 1754, 4 vol. in-4°. Le premier volume est de l'abbé Jean Louail. Cette histoire va jusqu'en 1729, époque où commencent les Nouvelles ecclésiastiques, qui en sont la continuation. On y trouve les analyses des principaux écrits pour et contre.
7. Réflexions abrégées sur l'ordonnance de M. l'archevêque de Paris, au sujet de la constitution Unigenitus, 1729, 5 parties in-4°.
8. La Cause de l'État abandonnée par le clergé de France, 1750, in-4°.
9. Avertissement de l'avis aux censeurs nommés pour l'examen de la collection des conciles de P. Hardouin, 1750, in-4°.
10. Observations théologiques, et morales sur les deux histoires du P. Berruyer, 1756, 5 vol. in-12.
11. Enfin plusieurs autres écrits du même genre que les précédents, dont on trouve la liste dans Moréri et dans le t. 4 du Nécrologe des plus célèbres défenseurs et confesseurs de la vérité.

Cadry avait porté le nom du Darcy, qui est l'anagramme du sien, pour se soustraire aux perquisitions de ses ennemis.